# Helmut Kunz
Helmut Kunz (Ettlingen, 26 de setembro de 1910 – Freudenstadt, 23 de setembro de 1976) foi um dentista alemão e oficial da SS nazista que, após o suicídio do ditador Adolf Hitler, teria dado analgésicos aos seis filhos do ministro Joseph Goebbels antes que eles fossem mortos.

## Biografia
- Lehrer, Steven (2006). The Reich Chancellery and Führerbunker Complex: An Illustrated History of the Seat of the Nazi Regime. [S.l.]: McFarland. 214 páginas. ISBN 0786423935
- Lehrer, Steven (2002). Hitler Sites: A City-by-city Guidebook (Austria, Germany, France, United States). [S.l.]: McFarland. 224 páginas. ISBN 0786410450
- Fohrmann, Petra. Die Kinder des Reichsministers: Erinnerungen einer Erzieherin an die Familie Goebbels - 1943 bis 1945. Verlag Fohrmann. Swisttal (10. Oktober 2005)